# Стиракоцефал
Стиракоцефал (Styracocephalus platyrhynchus) — вид нессавцевих терапсид, що існував у середній пермі (265–260 млн років тому). Скам'янілі рештки знайдені лише у Південній Африці.

## Опис
Це рослиноїдна тварина, що відома з решток кількох черепів. Тіло завдовжки, мабуть, до 2,50 м. Морда видовжена, з численними рогоподібними виростами.